# Триггерная стимуляция
Триггерная стимуляция (англ Trigger stimulation) — это процесс, при котором определённые внешние или внутренние стимулы (триггеры) вызывают реакцию или изменение в поведении, эмоциональном состоянии или физиологическом ответе индивида. Триггеры могут быть различными: звуки, запахи, визуальные образы или даже слова, которые ассоциируются с определёнными переживаниями или событиями. Триггерная стимуляция часто используется в психологии и терапии для изучения реакций человека на стрессовые ситуации или травматические воспоминания. В данном контексте она может помочь в выявлении и обработке эмоций, связанных с определёнными триггерами.